# EMD F3形ディーゼル機関車
EMD F3は1946年から1949年にかけてGM-EMDで生産された電気式ディーゼル機関車である。最終組立はイリノイ州のラグレーンジ工場で行われ、運転席のあるAユニット1111両と運転席のないBユニットが696両生産された。F3は大いに成功したFシリーズ系列の3機種目であり、シリーズの中で2番目に多く生産された。なお、後年F3を主体に改造されたFP10(F10)についても本稿で説明する。

## 概要
1946〜1949年に製造されたFタイプの3機種目で出力は従来のFT・F2の1,350馬力から1,500馬力に向上し、電動機も改良されている。F3より正面に点灯式大型ナンバーボードがオプションで付けられるようになったが、この大型ナンバーボードは好評だったためかその後標準装備になった。
Fシリーズ系列の3機種目であるF3は製造時期によりフェーズI - IVの種類に分けられ、下記の通りボディに変化が生じている。
- フェーズI

1946年から製造されたタイプ。外観はF2と同一。
- フェーズII

1947年2月から製造されたタイプ。F2からフェーズIまではAユニットの側面に丸窓が3つ並んでいたが、フェーズII以降はAユニットの丸窓間にエアインテークを設けたため1つ減少し2つになった（Bユニットはこれまで通り丸窓3つのまま）。
フェイズIIでは2つある丸窓の間に設けられたエアインテークの形状は4ヵ所の長方形の開口部であるが、開口部をカバーするため車体側面の上部に設置された金網が丸窓の間にも設置されており、車体側面の広い範囲が金網に覆われている形状になった。その姿がニワトリ小屋を想像させることに因んで「chicken wire」とニックネームがつけられた。
フェイズIIは製造時期により前期タイプと後期タイプに分かれているが、相違点は屋根のラジエーターファン形状で1947年12月以降に製造された後期車より角ばった形状から丸みを帯びたタイプに変更された（F3A-9000号写真も参照）。
- フェーズIII

1948年3月から製造されたタイプ。2つある丸窓の間に設けられたエアインテークの構造はフェーズIIは4ヵ所の長方形の開口部に金網でカバーする形状であったがフェイズIIIのエアインテークは新たにフィルタ格子が設けられたので、金網でカバーをする必要がなくなり側面の金網設置個所が減少した（F3-663号と9000号の写真も比較参照）。もっともフェーズIでは車体側面の上部に設置された金網は開口部のみであったが、フェーズIIIでは全体にわたってもうけられているのでフェーズIと比較すると金網設置個所は多い。
フェーズIIIで採用されたエアインテークのフィルタ格子はF7フェイズIまで使用された。
- フェーズIV

1948年8月より製造されたタイプ。このタイプより側面上部についている金網がステンレス鋼製のグリルに変更された。なお、金網が設置時は網の部分からキャブ・ユニット特有の構体のフレームが透けて見えていたが、ステンレス鋼製のグリルに変更後は見えにくくなった。
- F5

1948年10月より製造されたタイプ。後継のF7では電気機器が改良されたが、このF5とニックネームがつけられたタイプはF3（フェーズIV仕様）にF7の電動機を搭載した機種で過渡的なタイプ。F7とF5との違いとしてF7にはダイナミックブレーキ用のファンが追加で設けられたがF5には未設置である。
F5はあくまでニックネームであり、正式な形式名はF3である。
上記までがF3のフェーズの違いであるが、この違いはEMDにて製造時の形態であり後に作られたF7と比較し形態が異なるフェイズIやIIなどは後年所属していた鉄道会社により修繕された車両も多い。
フェーズIIはchicken wireと称された金網で広く覆われた側面が特徴であるが、ウエスタンパシフィック鉄道のF3-803A号のように丸窓の間に設置された金網を撤去した車両がある。
修繕によりフェイズI・II仕様の側面をフィーズIV仕様にした車両も存在するが、屋根のファン形状はフェーズII前期型までの角ばった形状を搭載やF3-9762号のように後年設置したフィルタ格子の数が本来のフィーズIII以降の車両と比較して少ない等という変わった外観の車両も存在する。
その他後年、F7とともに下記のFP10と同様の改造を施し馬力をF9と同等の1,750馬力にした車両があり、F9PHと称される車両もある。

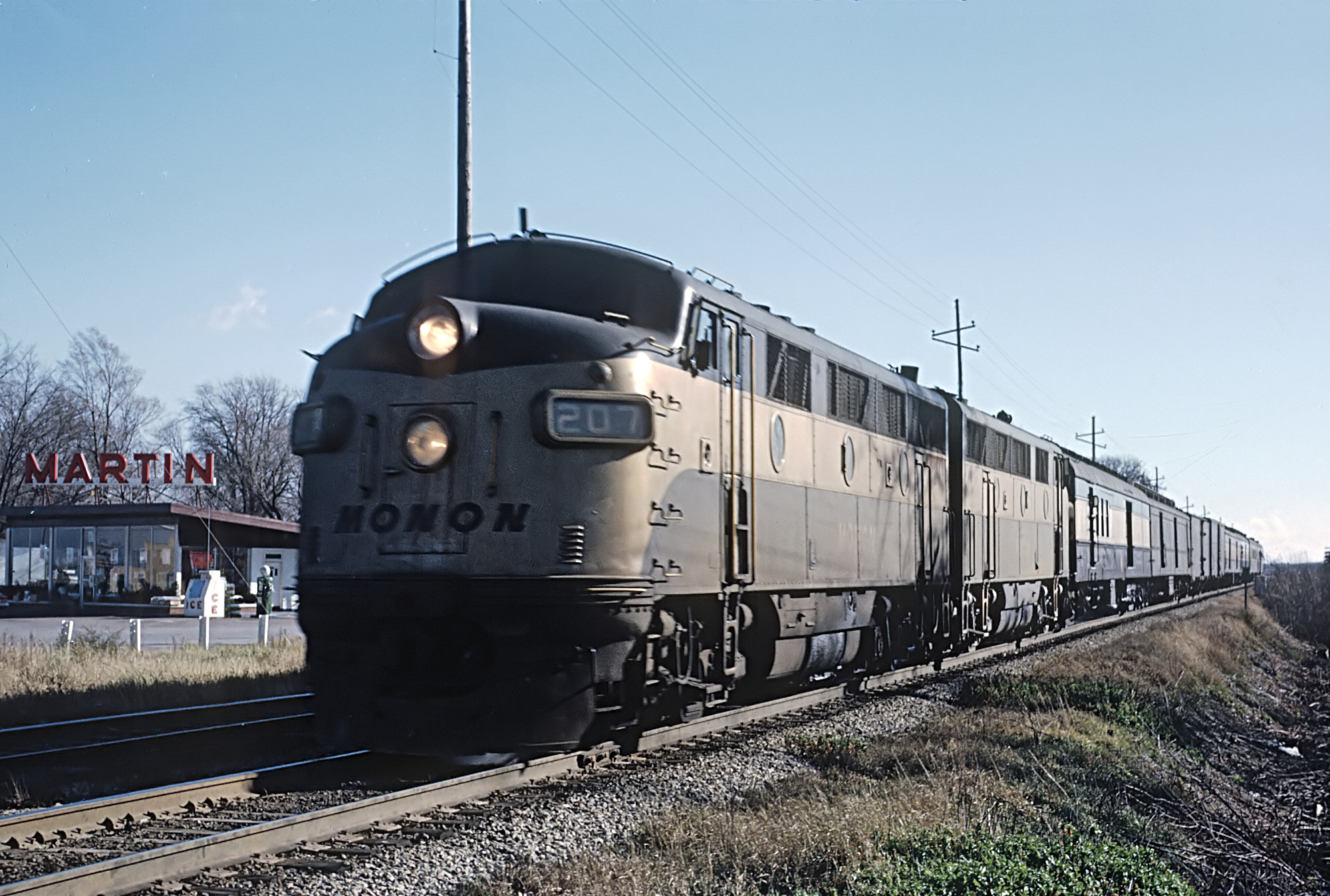
Thoroughbred号を牽引するen:Monon RailroadのF3重連。2両ともフェイズI仕様で側面に丸窓が3つ設置。
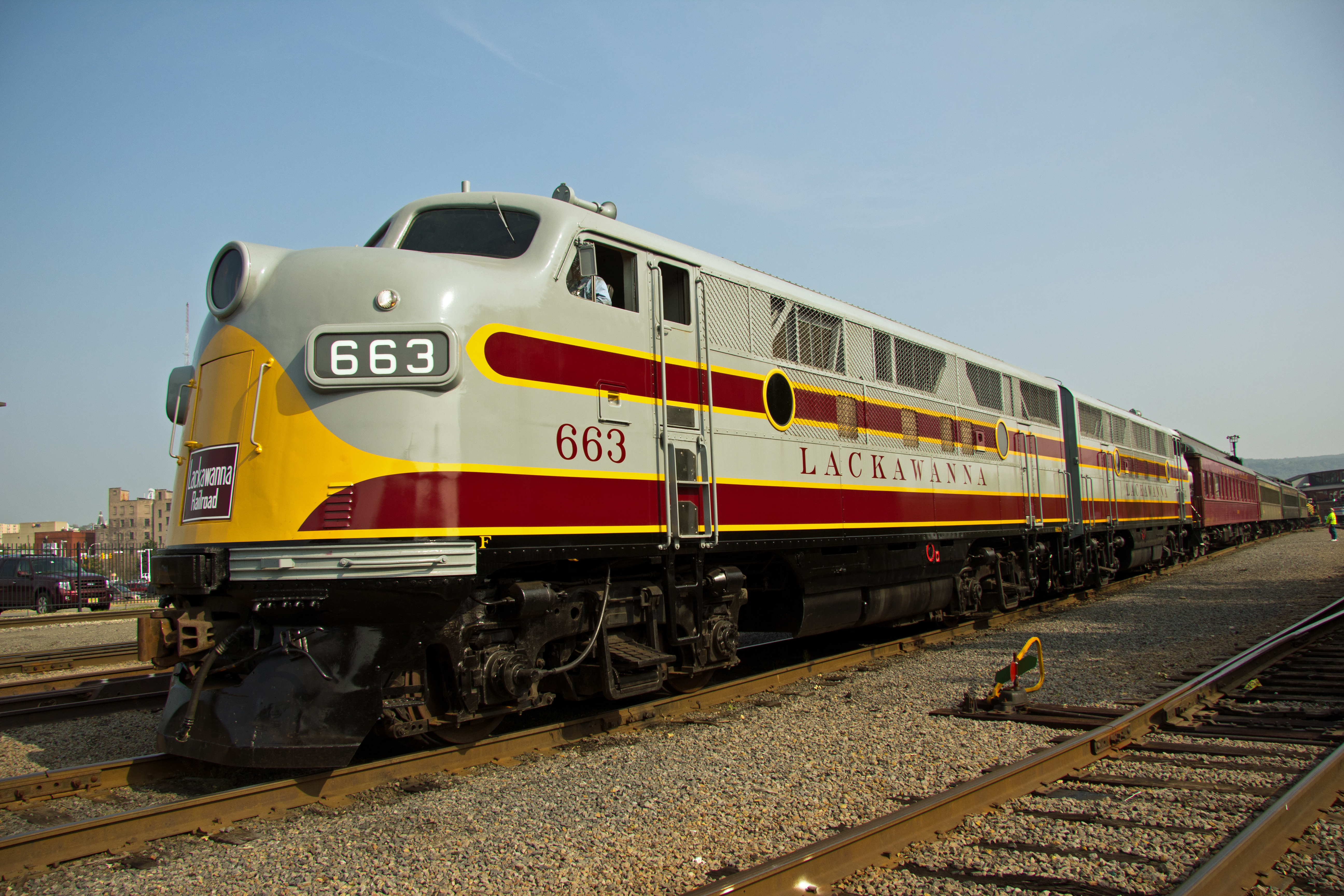
Tri-State Railway Historical Societyに保存されているF3A-663号と664号。丸窓の間にエアインテークとして長方形の開口部が4ヵ所設けられており、その部分をカバーするため金網が設置された。そのため、フェイズIIには「chicken wire」とニックネームがつけられた。フェイズII後期車に該当。
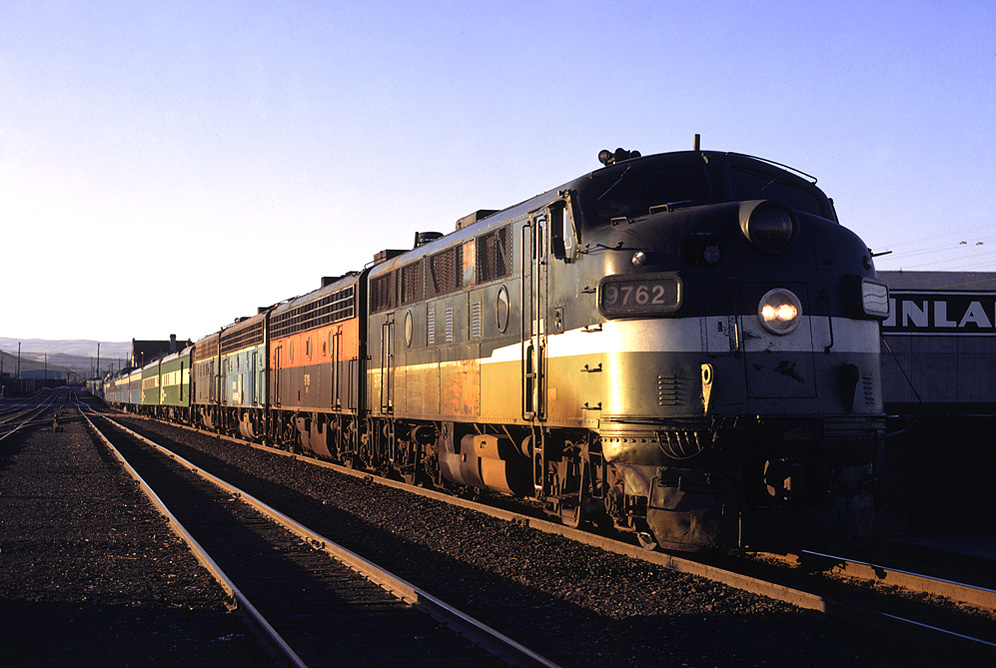
ノースコースト・ハイアワサ号を牽引するF3。先頭の9762号は1947年1月製造のためフェイズIに該当するが改造のためフェイズIII仕様に近い。エアインテークのフィルタ格子はフェイズIIIと比較し1つ少ない3つのみ。車体側面の上部に設置された金網も開口部のみとフェイズIの特徴を残している。ワシントン州ヤキマにて1971年8月撮影。
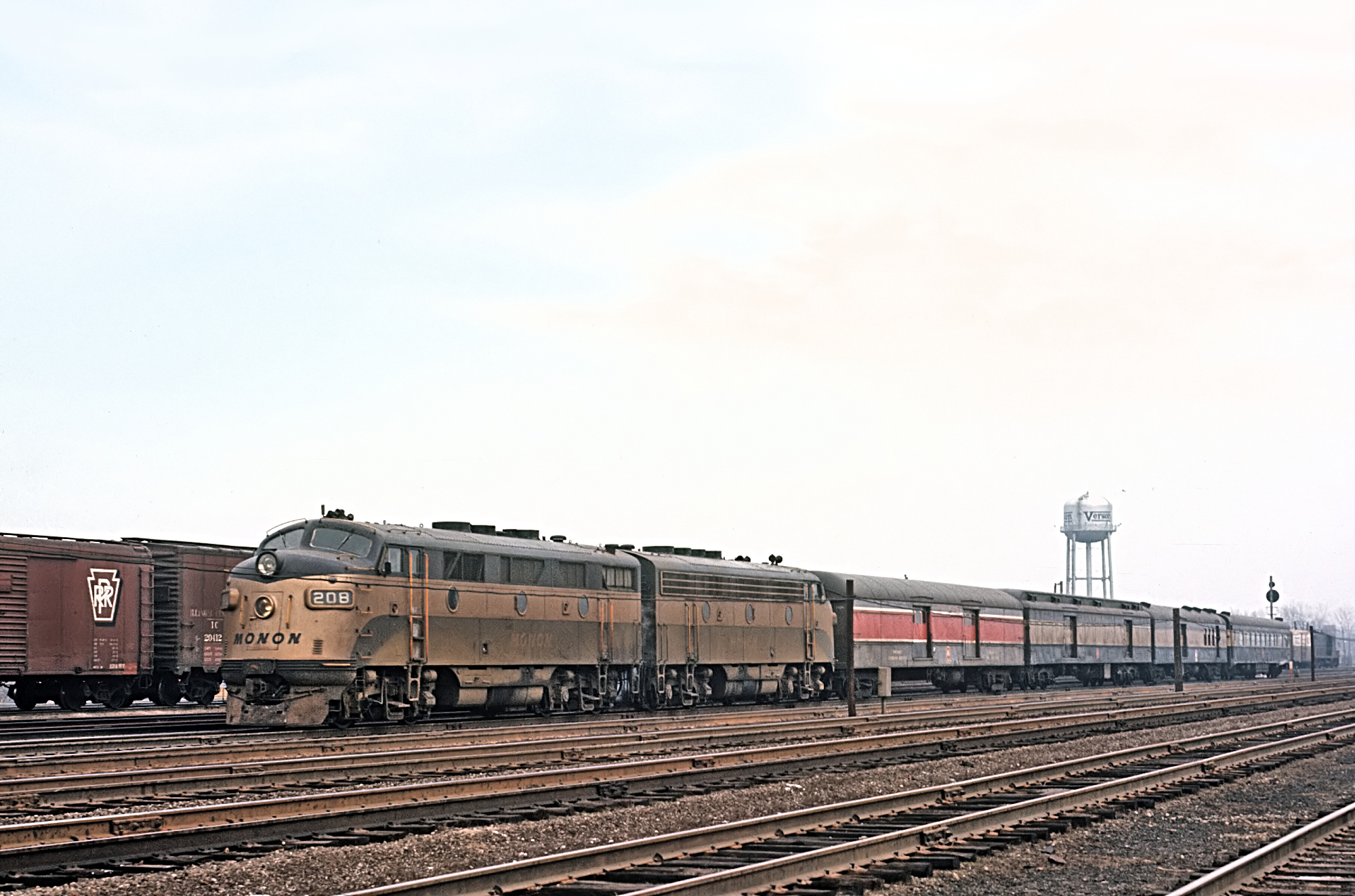
Monon RailroadのF3重連で2両ともフェイズI仕様で側面に丸窓が3つ設置されているが後ろの車両は側面上部についている金網がフェイズIVより採用されたステンレス鋼製のグリルに変更されているので外観が異なっている。屋根のファンはフェイズII前期タイプまでの角ばった形状のまま。
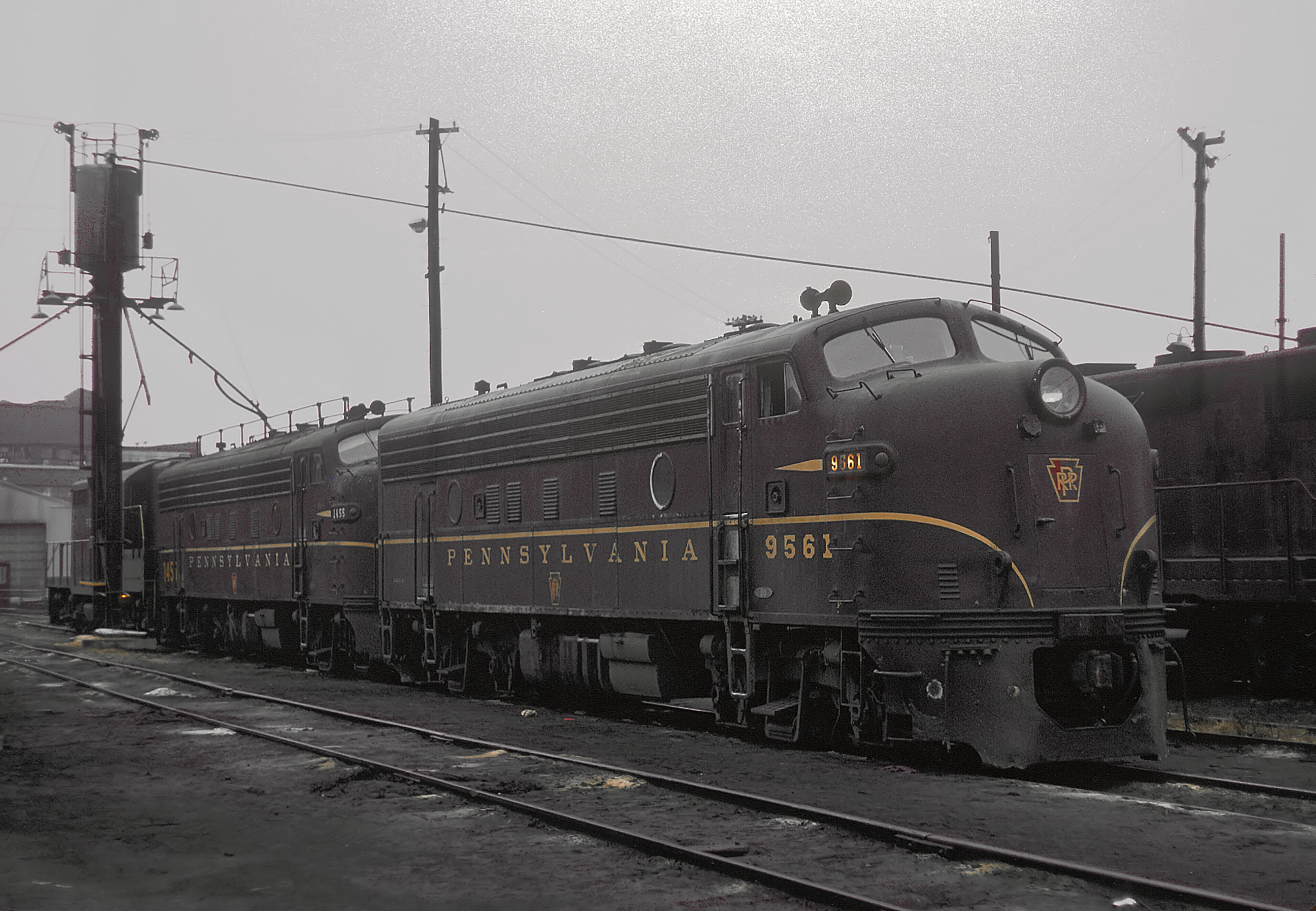
ペンシルバニア鉄道のF3重連で2両ともフェイズⅣ仕様。ペンシルバニア鉄道のF3は全車ナンバーボードがF2までの側面に小型タイプが特徴。

## FP10(F10)

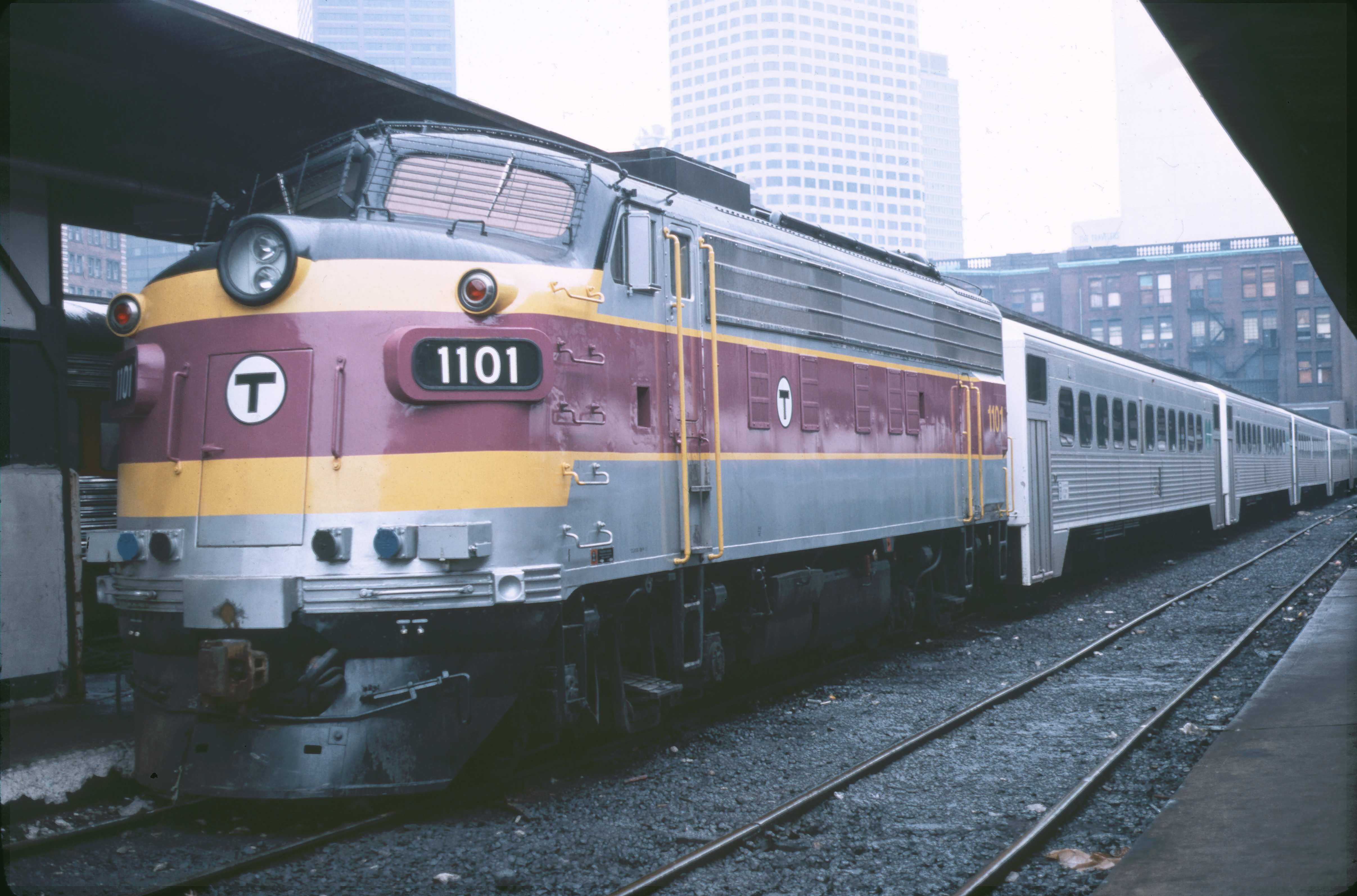
マサチューセッツ湾交通局で運用中のFP10 1101号。

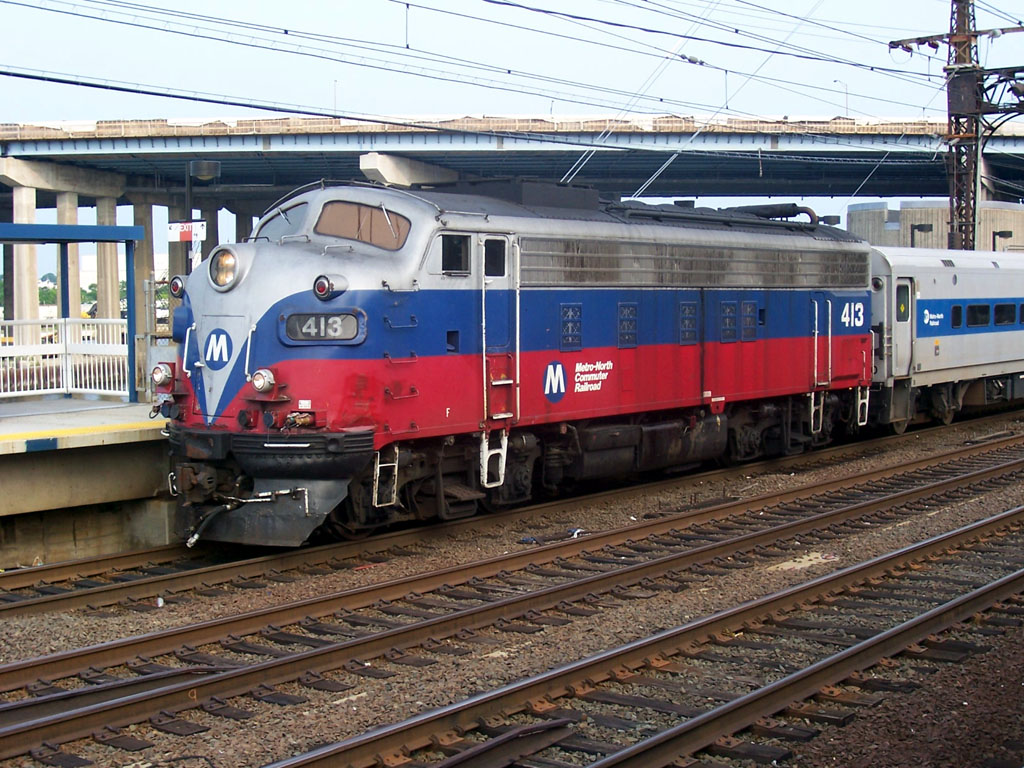
メトロノース鉄道で運用中のF10 413号。後ろ側の乗務員扉の後に膨らみ等外観が変化した。

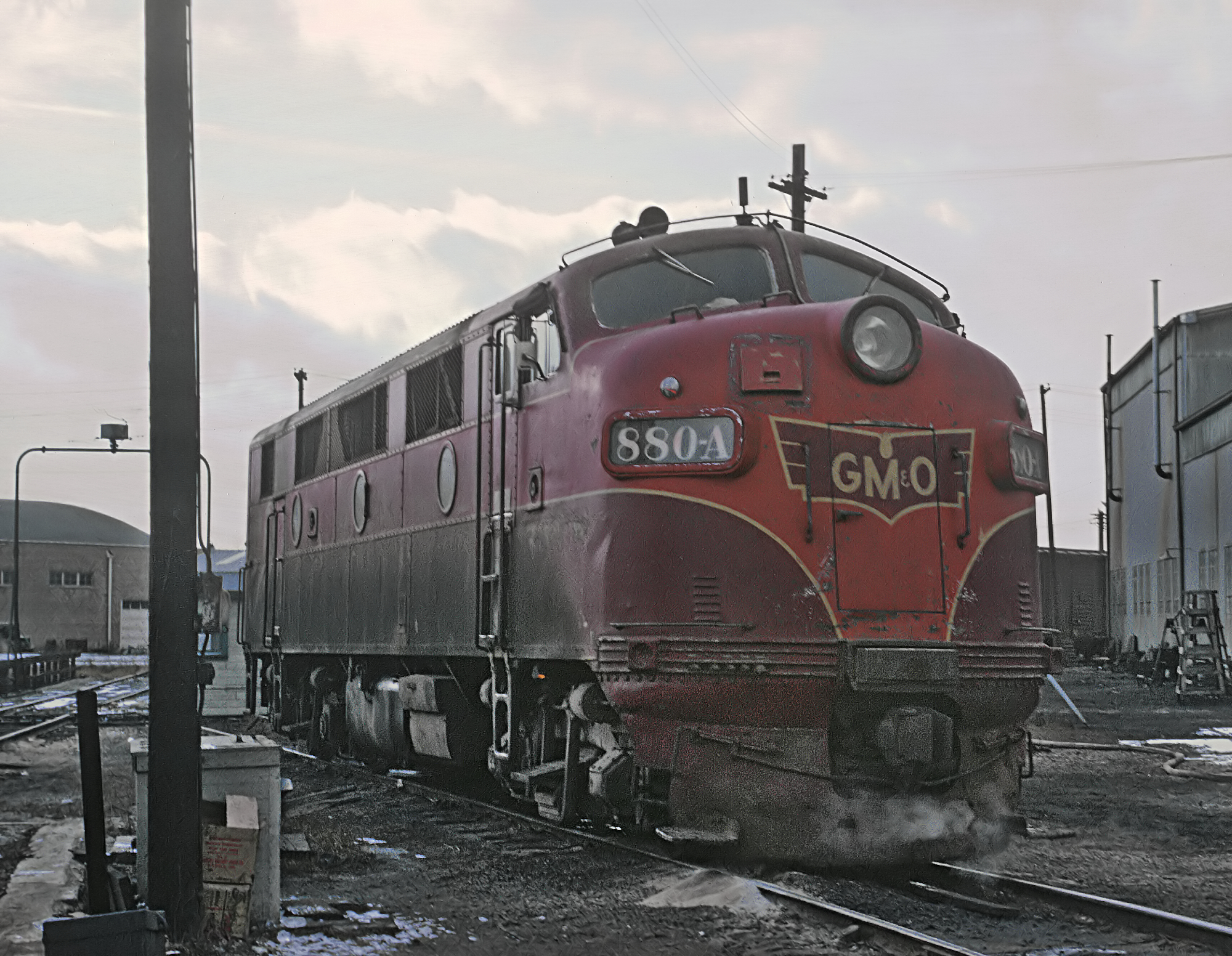
上記F10 413号の原型、GM&O F3 880A号。

元々en:Gulf, Mobile, and Ohio Railroadに納車されたF3を中心とするAユニットの一部がマサチューセッツ湾交通局に譲渡され、さらに1970年代後半にエンジンを1,500馬力から1,750馬力の出力に改良し、後に作られたF9と同等の出力になった形式。
FP10は1100〜1114・1150〜1153の合計19両が存在するが18両がF3からの改造で1104号のみがF7からの改造となっている。
外観も特徴的な丸窓がなくなった他、エアインテークのフィルタ格子が大きくなり設置数も4つから5つに追加された。
ヘッド・エンド・パワー方式に改造等、機器の変更に伴い後ろ側の乗務員扉の後に膨らみが生じる等変化がみられる。
また、F3はフェイズの違いにより側面の形状が異なっているがF3からの改造車は側面上部に金網が使用されているフェイズI〜II前期車からの改造のため、フェイズIV以降に採用されたステンレス鋼製のグリルに交換され、classification lightsと称されるライトは大型のテールライトに交換された。
さらに屋根上に設置された4つのラジエーターファンもフェイズII前期車までの角ばった形状からフェイズII後期車以降丸みを帯びた形状に変更されている。
F10と称されることがあるが機関車自体はFP10と同じ。
そのため、FP7及びFP9はベースとなったF7及びF9より全長が1.2m長いがF10とFP10は車体の長さが同じである。
マサチューセッツ湾交通局の他、後年4両がメトロノース鉄道に譲渡され、非電化区間ではFL9と重連を組む等したこともあったが、FL9と同様にP32AC-DMやBL-20GHの投入によって引退した。(譲渡された4両はすべてF3からの改造車)
| MBTA番号  | 元形式 | 元車両番号 | フェイズ | 備考                   |
| FP10 1100 | F3     | 805A       | I        |                        |
| FP10 1101 | F3     | 800A       | I        |                        |
| FP10 1102 | F3     | 806A       | I        |                        |
| FP10 1103 | F3     | 800B       | I        |                        |
| FP10 1104 | F7     | 812A       | I        | この車両のみF7から改造 |
| FP10 1105 | F3     | 801B       | I        |                        |
| FP10 1106 | F3     | 803A       | I        |                        |
| FP10 1107 | F3     | 807A       | II前期   |                        |
| FP10 1108 | F3     | 806B       | I        |                        |
| FP10 1109 | F3     | 807B       | II前期   | MNCRに譲渡後は410      |
| FP10 1110 | F3     | 809B       | II前期   |                        |
| FP10 1111 | F3     | 810B       | II前期   |                        |
| FP10 1112 | F3     | 808B       | II前期   |                        |
| FP10 1113 | F3     | 810A       | II前期   | MNCRに譲渡後は411      |
| FP10 1114 | F3     | 811A       | II前期   |                        |
| FP10 1150 | F3     | 885A       | II前期   |                        |
| FP10 1151 | F3     | 884A       | II前期   | MNCRに譲渡後は412      |
| FP10 1152 | F3     | 880A       | I        | MNCRに譲渡後は413      |
| FP10 1153 | F3     | 883A       | II前期   |                        |

## 旅客列車の牽引

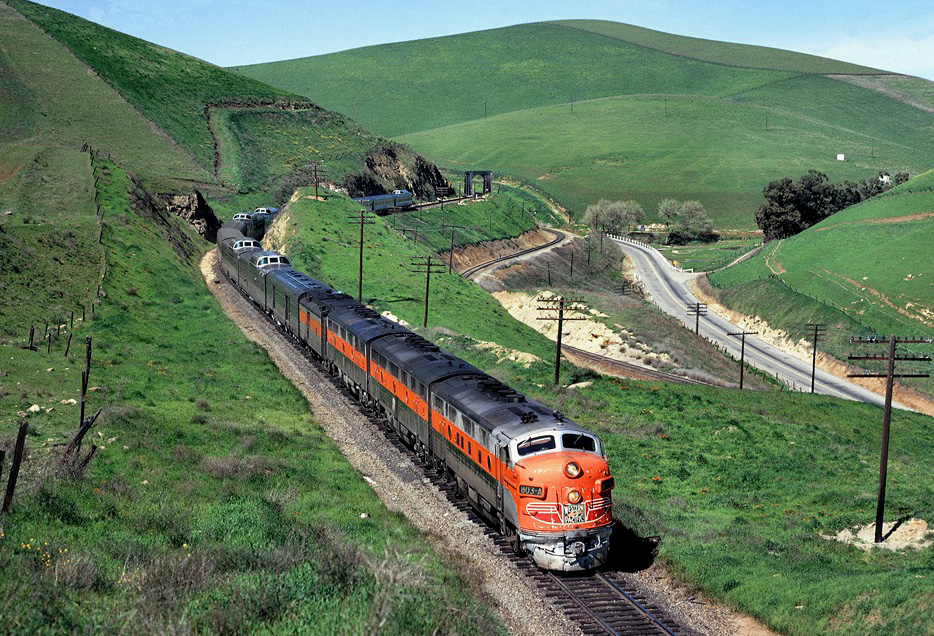
カリフォルニア・ゼファーを牽引するウエスタンパシフィック鉄道のF3-803A号。丸窓の間に設置された金網が撤去され、開口部がむき出しになっている。

Fシリーズは本来貨物列車牽引用の機関車であり、最初のFT型は旅客列車の暖房用の蒸気発生装置を持っていなかったものの、Bユニット後部にある空きスペースに蒸気発生装置を設置した事例があったことから、F3では販売時に蒸気発生装置をオプションで取り付け可能とした。
そのため後継のF7とともに旅客列車で牽引する機会も多く、Fシリーズを貨客両方に使用したアッチソン・トピカ・アンド・サンタフェ鉄道 ではスーパー・チーフの牽引も行った。
なお、スーパー・チーフは1948年1月25日にロサンゼルス駅構内で車止めを突破して柵をも破壊し、下の通りに転落しかけた事故があったがその際の牽引機もF3であった。（画像）
1両を除きF3から改造されたFP10(F10)も写真の通り、マサチューセッツ湾交通局やメトロノースで通勤列車を牽引していた。

## 保存車

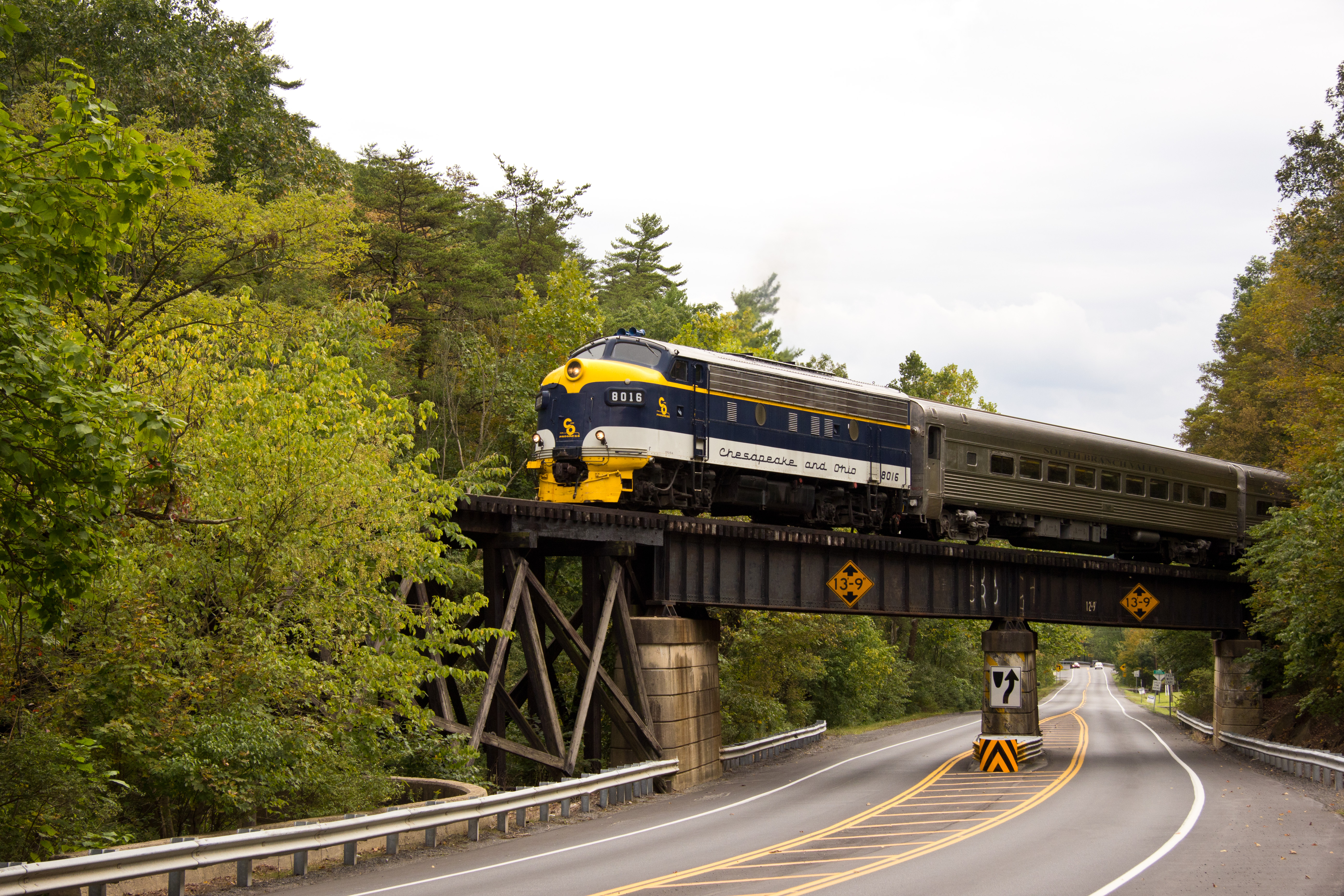
Potomac Eagle Scenic Railroadで運用されていたころのF3-8016号。側面のフィルター設置形態に注目

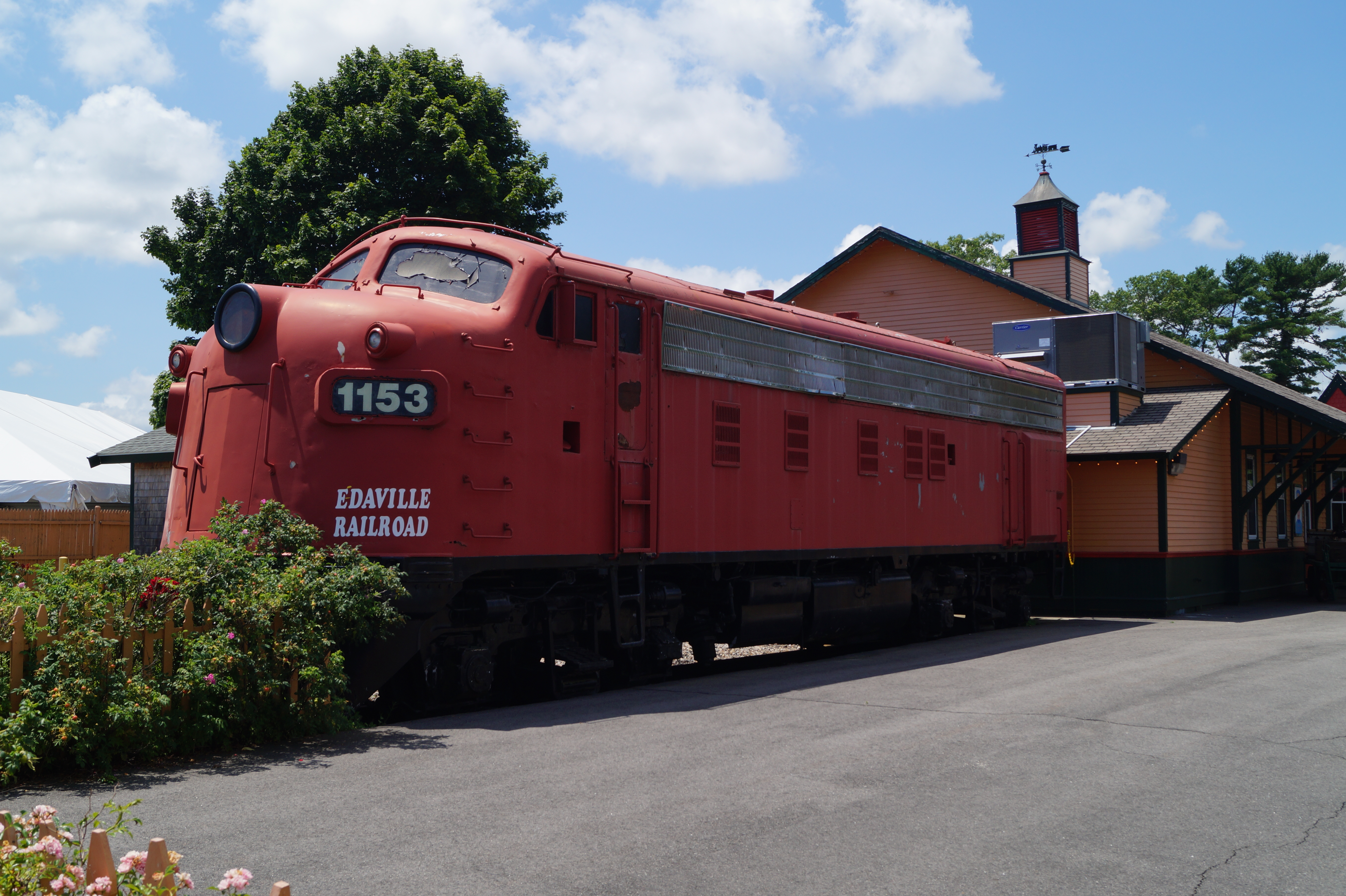
Edaville Railroadにて展示中のFP10-1153号。

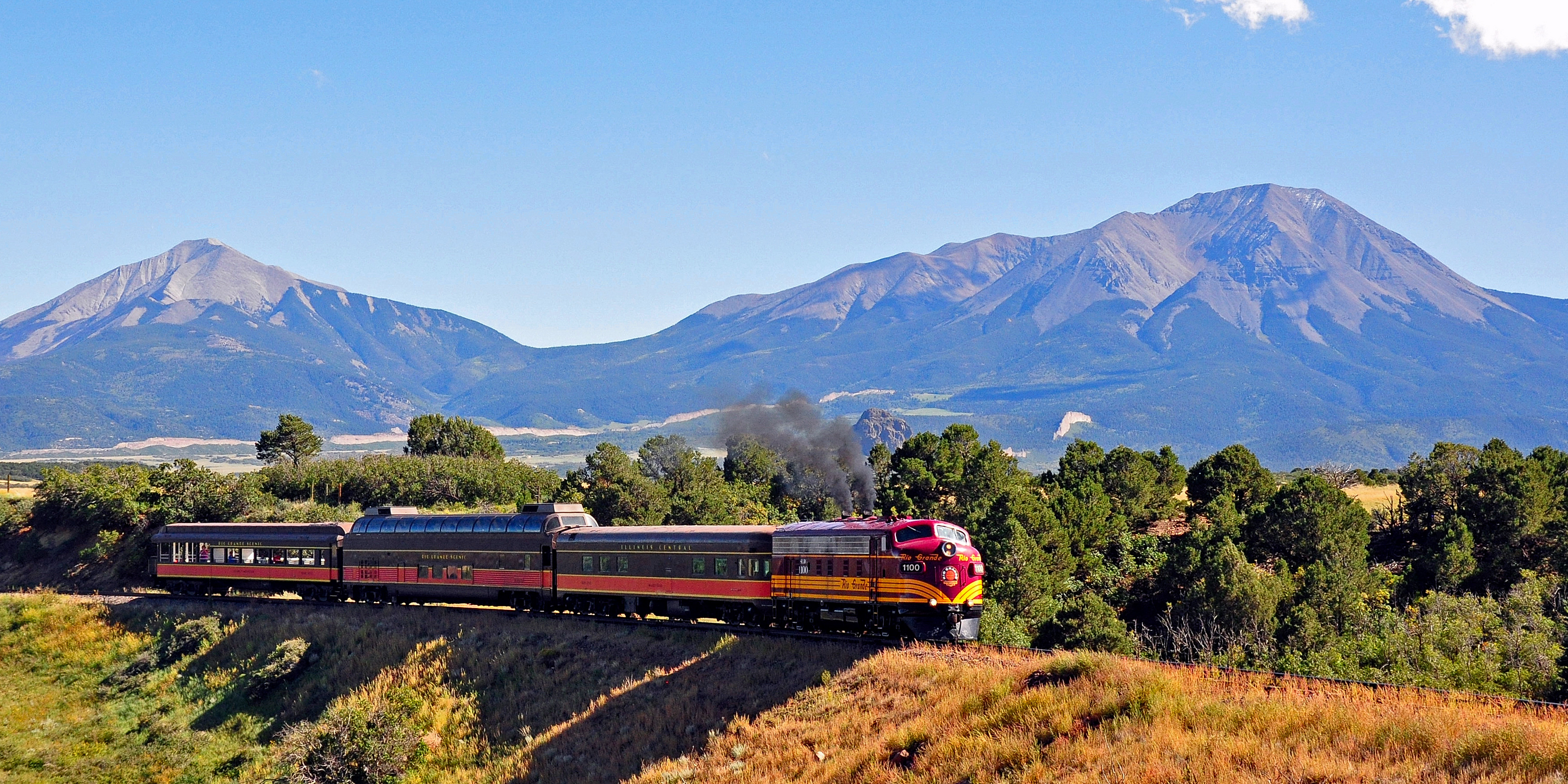
Rio Grande Scenic Railroadで観光列車を牽引するFP10-1100号。

F3はFシリーズ中2番目に多く製造されたことから、F7等と同様に一部の車両が保存されている。
カナダのAlberta Railway MuseumにF3A-9000号が、en:Canadian Railway MuseumにF3-9171号(Aユニット)が保存。
Tri-State Railway Historical SocietyにはF3A-663号と664号、F3B-664号が保存されているが、F3A-663号と664号は「chicken wire」とニックネームがつけられたフェイズII後期タイプで、現在も側面は金網で広く覆われた形態を保っている。
サクラメントにあるCalifornia State Railroad Museumにはサンタフェ鉄道塗装のF3-347Bが保存されており同じサンタフェ鉄道塗装のF7-347C号(Aユニット)とともに保存されている。
C&O Historical SocietyがF3A-8016号を保有しており、一時期Potomac Eagle Scenic RailroadでF7A-722号とともに観光列車の牽引機として使用されていたが、現在はFP7-6133号が保存されているen:North Carolina Transportation Museumに保管されている。なお、F3-8016号は写真の通り側面のフィルター設置形態が特殊でフィルターが5つ設けられたF9から1つ取り除いた感じである。F3A-8016号は元々en:Clinchfield Railroadに納車されたF3の1両でF3-800号であるが、この会社に納車された他のF3も同様の外観となっている。
Central Maine and Quebec RailwayにF3-502号が保管されている。この車両は「chicken wire」とニックネームがつけられたフェイズII前期タイプで今も側面は金網で広く覆われている他、屋根のファンも角ばった形状のままの原型の姿を保っている。
また、F3を改造したFP10(F10)も一部の車両が保存されている。
元メトロノースに所属車の内F10-412号(登場時F3-884A号・フェイズII前期車)が、en:Adirondack Scenic Railroadに1502号と改番の上、F7-1508号とともに保存されている。
メトロノースでもクロトン・ハーモンの車両基地にF10-413号がFL9-2012号とともに保管されている。
en:Edaville RailroadにFP10-1153号(登場時F3-883A号・フェイズII前期車)が展示されている。
FP10-4033号(登場時F3-800A号・フェイズI)がen:Gold Coast Railroad Museumに保存されている。
コロラド州の鉄道en:Rio Grande Scenic Railroadでは元F3のFP10-1100号(登場時F3-805A号・フェイズI)が観光列車の牽引機として使用されており、HPでも運用中の姿が確認できる。
en:Idaho Northern and Pacific Railroadの観光列車Thunder Mountain Lineでは元F3のFP10-1106号(登場時F3-803A号・フェイズI)と1112号(登場時F3-808B号・フェイズII前期車)、1150号(登場時F3-885A号・フェイズII前期車)が観光列車の牽引機として使用されており、HPでも運用中の姿が確認できるほか、ロゴマークにも描かれている。
F9再構築車の保存車両はF9を参照。

## 文献資料(日本語)
- ネコ・パブリッシング
  - RM　MODELS2000年6月号P96~99『スケールイラストで見るアメリカ黄金時代　第3回EMDのFシリーズ』
- 関水金属
  - KATO　NEWS1992年No.46P9~10『American Railroad Stories』